# 이효정 (가수)
이효정은 대한민국의 가수이다.

## 수상
- 2006년 제6회 예술인 스승님 추대식 효녀상

## 데뷔
- 1994년 1집 앨범 '새벽달'

## 음반
- 2015년 산동애가
- 2014년 내 인생의 마지막 남자
- 2013년 고향으로 갈래
- 2012년 엄마와 딸
- 2007년 가지 말아요
- 2003년 송두리째
- 1999년 농부의 아내
- 1998년 영산포 사랑
- 1997년 이효정 Best Selection
- 1997년 우리 어머니
- 1995년 사랑의 조약돌
- 1994년 새벽달